# Zeeuwse Wikipedia
De Zeeuwse Wikipedia (Zeeuws: Zeêuwstaelihe Wikipedia) is een uitgave in de Zeeuwse taal van de online encyclopedie Wikipedia. De Zeeuwse Wikipedia ging op 1 oktober 2006 van start.

## Mijlpalen
- 500e artikel - 30 januari 2008 - (Evenoevihen)
- 1000e artikel - 27 september 2011 (Staevenisse)
- 2000e artikel - 16 januari 2012 (Ribemont)
- 3000e artikel - 17 juli 2012 (Zeêlandbrugge)
- 4000e artikel - 21 oktober 2013 (Flupsdam)